# Büdös csiperke
A büdös csiperke (Agaricus impudicus) a csiperkefélék családjába tartozó, fenyvesekben termő, kellemetlen szagú gombafaj.

## Megjelenése
A büdös csiperke kalapjának átmérője 4-10 cm, alakja egészen fiatalon félgömbszerű, később domború lesz, végül kissé kiterül. Alapszíne fehéres, amin többnyire körkörösen elhelyezkedő sorokban, szürkésbarnás, szálas pikkelyek láthatók. Közepe barnás, nem repedezik fel. Húsa kemény, fehéres; vágásra a kalapban gyengén rózssaszínesedik vagy változatlan marad. Szaga erős, kellemetlen, a büdös őzlábgombára emlékeztet; íze is kellemetlen.
Lemezei szabadon állnak. Színük fiatalon rózsaszínű, hamar megsötétednek, végül sötétbarnák lesznek. Éle mindig fehéres színű.
Spórapora csokoládébarna. Spórái ellipszis vagy tojás alakúak, simák, méretük 4-6,7 x 3,7-4,5 µm.
Tönkje 8-13 cm magas és 1-1,5 cm vastag. Alakja karcsú, hengeres, alja kissé gumós. Színe fehéres. Felülete pelyhes-szálas. A tönkön vékony, fehéres gallér található, amely alsó része szálas-pikkelyes, pereme pedig barnás. A tönk alján gyakran micéliumzsinor látható.

### Hasonló fajok
Külsőre nagyon hasonlít rá a mérgező barnapikkelyű csiperke (A.phaeolepidotus), amelynek húsa kissé sárgul. A hasonló mérgező tintaszagú csiperke húsa erősen sárgul, az ehető erdei csiperkéé vörösödik.

## Elterjedése és élőhelye
Európában honos. Magyarországon ritka.
Inkább fenyvesekben és vegyes erdőkben található meg. Augusztustól novemberig terem.
Elvileg ehető, de kellemetlen szaga és íze miatt fogyasztásra nem ajánlott. Olaszországban, ahol gyakori gomba, rendszeresen fogyasztják. 